# Hyposmocoma turdella
Hyposmocoma turdella là một loài bướm đêm thuộc họ Cosmopterigidae. Nó là loài đặc hữu của Lanai.